# العلاقات الإيطالية اللوكسمبورغية
العلاقات الإيطالية اللوكسمبورغية هي العلاقات الثنائية التي تجمع بين إيطاليا ولوكسمبورغ.

## مقارنة بين البلدين
هذه مقارنة عامة ومرجعية للدولتين:
| وجه المقارنة                                              | إيطاليا                                                  | لوكسمبورغ                                                     |
| --------------------------------------------------------- | -------------------------------------------------------- | ------------------------------------------------------------- |
| المساحة (كم2)                                             | 301.34 ألف                                               | 2.59 ألف                                                      |
| عدد السكان (نسمة)                                         | 60.60 مليون                                              | 599.45 ألف                                                    |
| الكثافة السكانية (ن./كم²)                                 | 201.1                                                    | 231.45                                                        |
| العاصمة                                                   | روما، فلورنسا، تورينو                                    | لوكسمبورغ                                                     |
| اللغة الرسمية                                             | اللغة الإيطالية                                          | اللغة اللوكسمبورغية، لغة فرنسية، اللغة الألمانية              |
| العملة                                                    | يورو، ليرة إيطالية                                       | يورو، فرنك لوكسمبورغ                                          |
| الناتج المحلي الإجمالي (بليون دولار)                      | 1.93 تريليون                                             | 62.40 مليار                                                   |
| الناتج المحلي الإجمالي (تعادل القوة الشرائية) بليون دولار | 2.26 تريليون                                             | 58.13 مليار                                                   |
| الناتج المحلي الإجمالي الاسمي للفرد دولار أمريكي          | 29.96 ألف                                                | 101.45 ألف                                                    |
| الناتج المحلي الإجمالي للفرد دولار أمريكي                 | 35.46 ألف                                                | 101.93 ألف                                                    |
| مؤشر التنمية البشرية                                      | 0.873                                                    | 0.892                                                         |
| رمز المكالمات الدولي                                      | +39                                                      | +352                                                          |
| رمز الإنترنت                                              | .it                                                      | .lu                                                           |
| المنطقة الزمنية                                           | توقيت وسط أوروبا، ت ع م+01:00، ت ع م+02:00، أوروبا/روما ‏ | توقيت وسط أوروبا، ت ع م+01:00، ت ع م+02:00، أوروبا/لوكسمبورج ‏ |

## مدن متوأمة
في ما يلي قائمة باتفاقيات التوأمة بين مدن إيطالية ولوكسمبورغية:
- ترتبط تورينو مع إيش سوغ ألزيت باتفاقية توأمة منذ 2012.[16][16][16]
- ترتبط Fiuminata [الإنجليزية]‏ مع ديفردانج باتفاقية توأمة.
- ترتبط تيراتشينا مع Mondorf-les-Bains [الإنجليزية]‏ باتفاقية توأمة.
- ترتبط فليتري مع إيش سوغ ألزيت باتفاقية توأمة منذ 1957.
- ترتبط فيلتر مع دوديلانج باتفاقية توأمة.
- ترتبط ليمانا مع Walferdange [الإنجليزية]‏ باتفاقية توأمة.
- ترتبط فليبانو مع بتمبورغ [الإنجليزية]‏ باتفاقية توأمة.
- ترتبط بيلاجيو مع Niederanven [الإنجليزية]‏ باتفاقية توأمة.
- ترتبط توري مع Roeser [الإنجليزية]‏ باتفاقية توأمة.
- ترتبط سكيو مع Pétange [الإنجليزية]‏ باتفاقية توأمة منذ 1981.

## منظمات دولية مشتركة
يشترك البلدان في عضوية مجموعة من المنظمات الدولية، منها:
| علم المنظمة | اسم المنظمة                               | تاريخ انضمام إيطاليا | تاريخ انضمام لوكسمبورغ |
| ----------- | ----------------------------------------- | -------------------- | ---------------------- |
|             | European Air Transport Command ‏           | ?                    | ?                      |
|             | مجلس أوروبا                               | 5 مايو 1949          | ?                      |
|             | منظمة التعاون الاقتصادي والتنمية          | 29 مارس 1962         | ?                      |
|             | منظمة التجارة العالمية                    | 1995                 | ?                      |
|             | المنظمة الأوروبية لسلامة الملاحة الجوية   | 1996                 | 1960                   |
|             | الاتحاد البريدي العالمي                   | ?                    | ?                      |
|             | الاتحاد الأوروبي                          | 25 مارس 1957         | 25 مارس 1957           |
|             | الوكالة الدولية للطاقة                    | ?                    | ?                      |
|             | حلف شمال الأطلسي                          | 4 أبريل 1949         | 4 أبريل 1949           |
|             | مجموعة الموردين النوويين                  | ?                    | ?                      |
|             | يونسكو                                    | ?                    | 27 أكتوبر 1947         |
|             | اتفاقية السماوات المفتوحة                 | ?                    | ?                      |
|             | مؤسسة التمويل الدولية                     | 27 ديسمبر 1956       | 4 أكتوبر 1956          |
|             | المركز الدولي لتسوية المنازعات الاستشارية | 28 أبريل 1971        | 29 أغسطس 1970          |
|             | الفريق المعني برصد الأرض                  | ?                    | ?                      |
|             | بنك التنمية الآسيوي                       | 1966                 | 2003                   |
|             | منظمة حظر الأسلحة الكيميائية              | ?                    | ?                      |
|             | مؤسسة التنمية الدولية                     | 24 سبتمبر 1960       | 4 يونيو 1964           |
|             | مجموعة أستراليا                           | 1985                 | 1985                   |
|             | منظمة الأمن والتعاون في أوروبا            | 25 يونيو 1973        | 25 يونيو 1973          |
|             | مركز تنسيق الحركة في أوروبا ‏              | ?                    | ?                      |
|             | نظام تحكم تكنولوجيا القذائف               | 1987                 | 1990                   |
|             | وكالة ضمان الاستثمار متعدد الأطراف        | 29 أبريل 1988        | 29 أغسطس 1991          |
|             | الاتحاد الدولي للاتصالات                  | 1866                 | 2 مارس 1866            |
|             | منظمة الشرطة الجنائية الدولية             | ?                    | ?                      |
|             | الأمم المتحدة                             | 14 ديسمبر 1955       | 24 أكتوبر 1945         |
|             | البنك الدولي للإنشاء والتعمير             | 27 مارس 1947         | 27 ديسمبر 1945         |
|             | وكالة الفضاء الأوروبية                    | ?                    | ?                      |
|             | البنك الإفريقي للتنمية                    | ?                    | ?                      |
|             | اتحاد المدفوعات الأوروبي ‏                 | ?                    | ?                      |

## أعلام
هذه قائمة لبعض الشخصيات التي تربطها علاقات بالبلدين:
- الأمير فيليكس من بوربون-بارما (28 سبتمبر 1893 – 8 أبريل 1970[27])
- تشارلوت، دوقة لوكسمبورغ الكبرى (23 يناير 1896[28][29] – 9 يوليو 1985[28][29])
- جان بنوا غراندوق لوكسمبورغ (غراندوق لوكسمبورغ (1964–2000)، 5 يناير 1921 – 23 أبريل 2019)
- جوليان داروي (لاعب كرة قدم فرنسي، 16 فبراير 1916 – 13 ديسمبر 1987)
- ستيفانو بينسي (لاعب كرة قدم لوكسمبورغي، 11 أغسطس 1988[30] – )
- ماندي مينلا (لاعبة كرة مضرب لوكسمبورغية، 22 نوفمبر 1985 – )

## وصلات خارجية
- موقع وزارة الخارجية الإيطالية
- موقع وزارة الخارجية اللوكسمبورغية